# 瀬織津姫神社
瀬織津姫神社（せおりつひめじんじゃ）は、石川県金沢市別所町にある神社。

## 概要
金沢市の山間部内川地区に位置し、近隣には犀川が流れる。傾斜の急な坂道の傍にあるため、表参道の階段はかなりの急勾配となっている。
裏参道の周辺には竹林が広がる。近辺は、筍の名産地としても知られる。
祭神は、大禍津日神。別名、瀬織津比咩神とも呼ばれる。
創建年代は不詳。
明治元年（1868年）、村社となる。

## 交通アクセス
- 北鉄金沢バス 別所バス停下車。徒歩3分。